# 奧夫洛欽
51°4′31″N 24°14′41″E / 51.07528°N 24.24472°E
奧夫洛欽（烏克蘭語：Овлочин），是烏克蘭的村落，位於該國西部沃倫州，由科韋利區負責管轄，始建於1545年，面積4.44平方公里，海拔高度187米，2001年該村落人口581。